# Rhaphuma binhensis
Rhaphuma binhensis là một loài bọ cánh cứng trong họ Cerambycidae.